# Georg August Rudolph

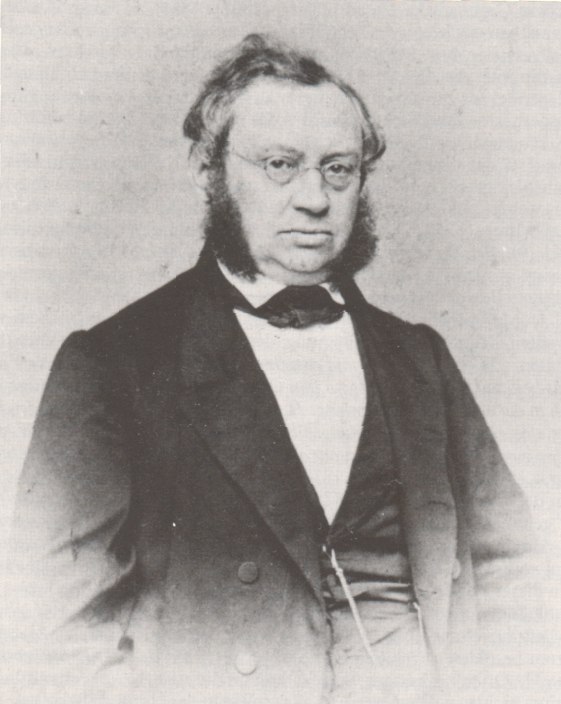
Georg August Rudolph (1862)

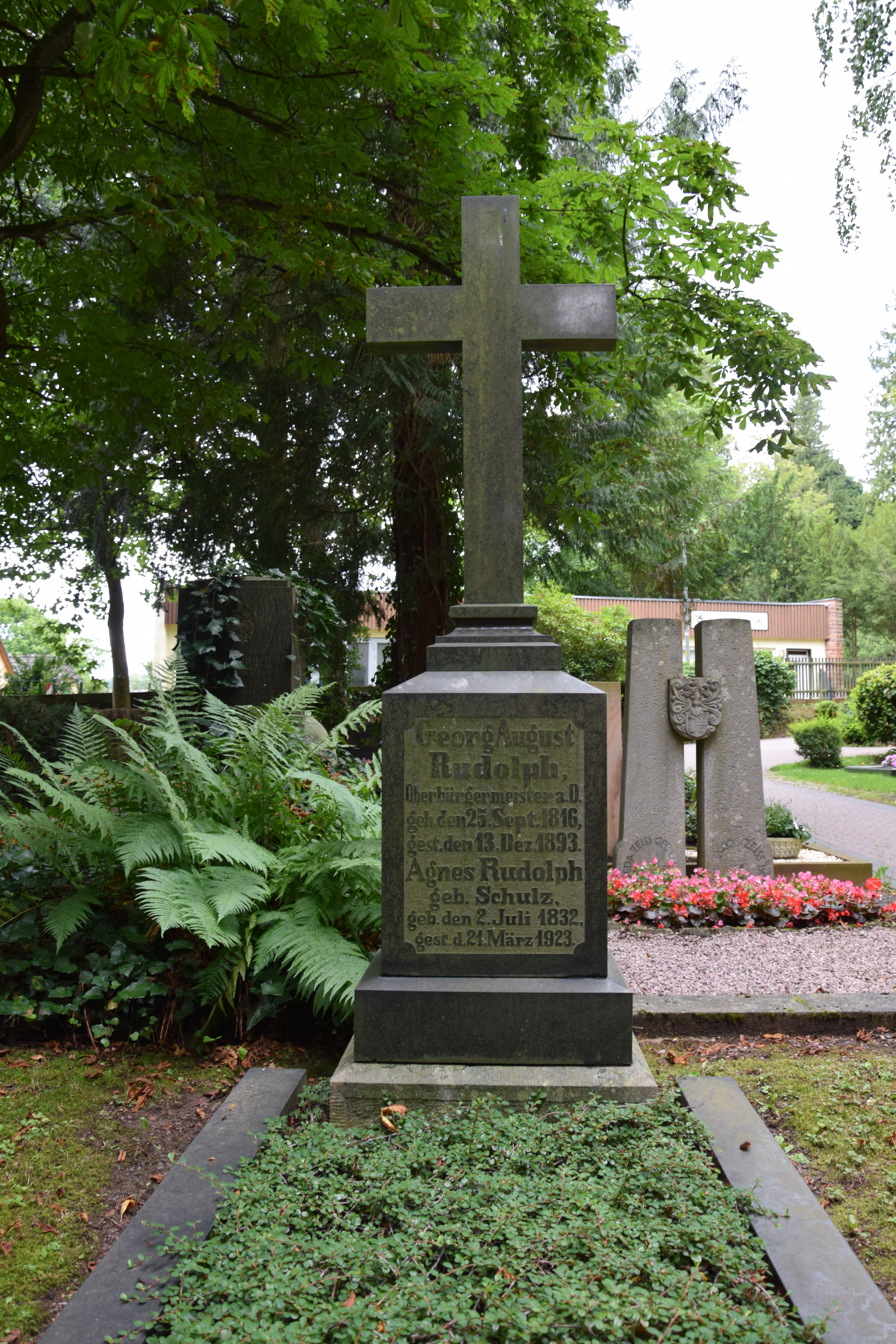
Grab von Georg August Rudolph auf dem Marburger Hauptfriedhof (2017)

August Rudolph (* 25. September 1816 in Kassel; † 13. Dezember 1893 in Marburg) war ein deutscher Verwaltungsjurist. Über 30 Jahre war er Oberbürgermeister von Marburg.

## Leben
Rudolph war Sohn des Stadtbaumeisters und Wegekommissars Heinrich Rudolph. Er studierte an der Philipps-Universität Marburg Rechtswissenschaft und Kameralwissenschaft. Er wurde im Corps Guestphalia Marburg (1834, 1840) und im Corps Teutonia Marburg aktiv. Zwischenzeitlich war er an der Ruprecht-Karls-Universität Heidelberg, wo er sich 1839 auch dem Corps Nassovia anschloss. Nach einem Jahr als Gerichtsassessor am Amtsgericht Rodenberg kehrte er nach Marburg zurück. Am 4. Dezember 1856 wurde er Oberbürgermeister von Marburg. 1862 wurde er in die Kurhessische Ständeversammlung berufen. Nach 30 Amtsjahren gab er am 2. August 1884 das Oberbürgermeisteramt auf.

## Ehrungen
Am 9. April 1884 wurde er zum Ehrenbürger von Marburg ernannt. Nach ihm ist der zentrale Verkehrsknotenpunkt Rudolphsplatz benannt.